# اللقاحات واضطراب التوحد
أظهرت دراسات بحثية واسعة عدم وجود علاقة سببية أو غير سببية بين اللقاحات واضطراب التوحد، وهذا ينطبق على مكوناتها أيضًا. بحث عالم اللقاحات بيتر هوتز في انتشار هذا الادعاء الخاطئ واستنتج أن أصله يعود إلى الورقة البحثية المزورة التي نشرها أندرو ويكفيلد في مجلة ذا لانسيت عام 1998، ولم توجد أوراق بحثية سابقة تدعم هذه النتائج.
رغم الإجماع العلمي على غياب هذه العلاقة وزور الورقة البحثية المسحوبة، استمرت الحركة المناهضة للقاح بدعم هذه الخرافات ونظريات المؤامرة والمعلومات المضللة التي تربط بين اللقاح والتوحد. ظهر نهج نامٍ «داعم للأبحاث غير المرتبطة بهذا الادعاء، ليكون جامعًا فعالًا للدراسات البحثية المشكوك بصحتها أو ضعيفة الارتباط به في محاولة لتسويغ العلوم الكامنة وراء الادعاء المشكوك بأمره».

## آليات الادعاء
تغيرت آليات الادعاء عبر الزمن تماشيًا مع دحض الدلائل لها واحدةً تلو أخرى.

### فيروس الحصبة المشتق من اللقاح
برزت فكرة الربط بين لقاح إم إم آر (الحصبة والنكاف والحصبة الألمانية) والتوحد بعد نشر أندرو ويكفيلد وآخرين ورقةً بحثيةً في مجلة ذا لانست عام 1998. وُصفت هذه الورقة بأنها «الخدعة الطبية الأكثر إضرارًا في السنوات المئة الأخيرة»، وسُحبت من المجلة عام 2010، وأدت إلى شطب اسم ويكفيلد من المجلس الطبي العام في بريطانيا.
كان الادعاء الأساسي الذي تبناه ويكفيلد أن لديه دليلًا على وجود رنا سلالة فيروس الحصبة المستخدم في اللقاح في أمعاء الأطفال المصابين بالتوحد، ما أدى إلى حالة تُدعى التهاب الأمعاء والكولون المرتبط بالتوحد (لم تُعرف هذه الحالة أبدًا في المجتمع العلمي ولم يتبناها أحد). ظهر لاحقًا أن هذه النتائج ناجمة عن أخطاء في المخابر الطبية حيث أجريت اختبارات تفاعل البوليمراز المتسلسل (بّي سي آر).[بحاجة لمصدر]
استنتج مركز مكافحة الأمراض واتقائها ومعهد الطب في الأكاديمية الوطنية للعلوم وهيئة الخدمات الصحية الوطنية في المملكة المتحدة أن لا رابط بين لقاح إم إم آر والتوحد، ووجد تحليل تلوي أجرته مكتبة كوكرين أنه لم يُوثق أي رابط بينهما أيضًا، وأن اللقاح أمن الوقاية من أمراض ما زالت تحمّل الإنسانية عبئًا كبيرًا من الموت والاختلاطات، وأن فقدان الثقة بهذا اللقاح أضر بالصحة العامة، وأن تصميم نتائج السلامة والإبلاغ عنها في دراسات اللقاح لا يُعد كافيًا أبدًا.
في عام 2009، نشرت جريدة ذا صنداي تايمز تقريرًا يفيد بتلاعب ويكفيلد ببيانات المرضى ونشر نتائج كاذبة في ورقته البحثية عام 1998، ليكون الأصل في ظهور الرابط بين اللقاح والتوحد. نُشر مقال في المجلة الطبية البريطانية عام 2011 يصف كيفية تزوير ويكفيلد لبيانات المرضى ليصل إلى استنتاجه المحدد مسبقًا.
وصفت المقالة الافتتاحية المنشورة في نفس المجلة عمل ويكفيلد على أنه «احتيال مدروس» قاد إلى انخفاض معدل التلقيح واضعًا مئات الآلاف من الأطفال تحت الخطر ومبعدًا الجهود البحثية والتمويل عن الأبحاث الساعية إلى كشف السبب الحقيقي وراء التوحد.
عُقدت محكمة خاصة في الولايات المتحدة لمراجعة هذه الادعاءات بموجب برنامج «التعويض الوطني عن الإصابات الناجمة عن اللقاح»، وأصدرت الحكم في 12 فبراير 2009 بعدم منح تعويض لآباء الأطفال المصابين بالتوحد بعد زعمهم أن بعض اللقاحات سببت هذا الاضطراب لدى أطفالهم.

### الثيومرسال
الثيومرسال (يُلفظ «ثيميروسال» في الولايات المتحدة) مادة حافظة مضادة للفطريات تستخدم بكميات صغيرة في بعض اللقاحات متعددة الجرعات (يُفتح الفيال ويُستخدم نفسه لعدة مرضى) بهدف منع تلوث اللقاح. يحتوي الثيومرسال على إيثيل الزئبق، وهو مركب زئبقي مرتبط بالسم العصبي، ميثيل الزئبق، لكنه أقل سمية منه. رغم عقود من الاستخدام الآمن، دفعت الحملات العامة مراكز السيطرة على الأمراض والوقاية منها والأكاديمية الأمريكية لطب الأطفال إلى مطالبة صانعي اللقاح بإزالة الثيومرسال من اللقاحات بأسرع ما يمكن وفقًا للمبدأ الوقائي. حاليًا، لا يوجد الثيومرسال في اللقاحات الأمريكية والأوروبية الشائعة، باستثناء بعض مستحضرات لقاح الإنفلونزا. (ما زالت توجد كميات ضئيلة في بعض اللقاحات بسبب عمليات الإنتاج، بحد أقصى 1 ميكروغرام، وتشكل هذه النسبة 15% من متوسط التعرض اليومي للزئبق من قبل البالغين في الولايات المتحدة و2.5% من المستوى اليومي الذي تعتبره منظمة الصحة العالمية مقبولًا. أثار هذا الإجراء القلق من أن مادة الثيومرسال قد تكون مسببة للتوحد.
يعد الاعتقاد بأن الثيومرسال كان سببًا أو محفزًا للتوحد غير مثبت حتى الآن، إذ زادت معدلات الإصابة بالتوحد باطراد حتى بعد إزالة الثيومرسال من لقاحات الأطفال). لا يوجد دليل علمي مقبول على أن التعرض للثيومرسال أحد العوامل المسببة للتوحد.
بموجب قانون تحديث إدارة الغذاء والدواء لعام 1997، أجرت إدارة الغذاء والدواء مراجعة شاملة لاستخدام مادة الثيميروسال في لقاحات الأطفال. أجريت هذه المراجعة في عام 1999، ولم تجد أي دليل على وجود ضرر من استخدام الثيميروسال كمادة حافظة للقاح، سوى تفاعلات فرط الحساسية الموضعية. رغم ذلك، بدءًا من عام 2000، سعى الآباء في الولايات المتحدة إلى الحصول على تعويض قانوني من الأموال الفيدرالية بحجة أن مادة الثيومرسال سببت التوحد لدى أطفالهم. رفصت الأكاديمية الوطنية للطب عام 2004 أي علاقة سببية بين اللقاحات المحتوية على الثيومرسال والتوحد، وأكدت ذلك الأحكام الصادرة عن البرنامج الوطني للتعويض عن إصابات اللقاحات في بعد ثلاث مطالبات بفحوصات في عام 2010، والتي أثبتت أن الثيومرسال لا يعتبر سببًا للتوحد.

### الحمل الزائد للقاح
بعد الاعتقاد بأن اللقاحات الفردية سببت مرض التوحد، كانت فكرة الحمل الزائد للقاح، والتي تدعي أن الكثير من اللقاحات في وقت واحد قد يربك أو يضعف جهاز المناعة لدى الطفل ويؤدي إلى آثار ضارة. أصبح الحمل الزائد للقاح شائعًا بعد قبول البرنامج الوطني للتعويض عن إصابات اللقاحات حالة هانا بولينج البالغة من العمر تسع سنوات. كانت هانا تعاني من اعتلال دماغي ما أدى إلى تعرضها لاضطراب طيف التوحد، الذي يعتقد أنه تفاقم بعد تلقي لقاحات متعددة في عمر تسعة عشر شهرًا. أُبلغ عن العديد من الحالات المشابهة لهذه الحالة، ما أدى إلى الاعتقاد بأن الحمل الزائد للقاح يسبب الإصابة بالتوحد. رغم ذلك، تظهر الدراسات العلمية أن اللقاحات لا ترهق جهاز المناعة. في الواقع، تشير التقديرات أن جهاز المناعة يمكنه الاستجابة لآلاف الفيروسات في وقت واحد. يُعرف أن اللقاحات تشكل جزءًا صغيرًا فقط من مسببات الأمراض التي يواجهها الطفل بشكل طبيعي في أي عام. تشكل الحمى الشائعة والتهابات الأذن الوسطى تحديًا أكبر لجهاز المناعة من اللقاحات. تدعم النتائج العلمية الأخرى فكرة أن اللقاحات، وحتى اللقاحات المتعددة المتزامنة، لا تضعف جهاز المناعة أو تعرض المناعة العامة للخطر، وبالإضافة إلى ذلك، لم يوجد دليل على أن التوحد يملك أي فيزيولوجيا مرضية متواسطة مناعيًا.